# Ademir
Pour le footballeur né en 1960, voir Ademir (football, 1960).
Ademir Marques de Menezes, plus connu sous le nom de Ademir et souvent surnommé "O Queixada", né le 8 novembre 1922 à Recife et mort le 11 mai 1996 à Rio de Janeiro, est un footballeur international brésilien qui évoluait au poste d'attaquant. Ademir prit finalement sa retraite de footballeur en 1956 puis se reconvertit en tant que commentateur, entraîneur et homme d'affaires.

## Carrière en club
Il a débuté avec le club de Sport Club do Recife avec lequel il fut champion de l'État de Pernambouc. Il joua ensuite pour le club de Vasco de Gama, avec lequel il gagna notamment de nombreux titres dans le championnat de Rio de Janeiro, et pour Fluminense FC, club avec lequel il remporta aussi le championnat de Rio.

## Carrière internationale
Il a participé à la coupe du monde de 1950, où l'équipe du Brésil a pris la deuxième place derrière l'équipe d'Uruguay qui l'a battue lors du dernier match. Il fut le meilleur buteur de cette coupe du monde, avec 8 buts marqués. Il compte au total 39 sélections nationales et a marqué 32 buts. Ademir a, par contre, goûté le succès en Championnat sud-américain. Il a participé aux éditions 1945, 1946, 1949 et 1953, marquant 12 buts en 18 apparitions, y compris un « coup du chapeau » en finale contre l'équipe du Paraguay en 1949.

## Statistiques

### En sélection nationale
| Saison                | Sélection             | Phases finales        | Phases finales | Phases finales | Matchs amicaux | Matchs amicaux | Total | Total |
| Saison                | Sélection             | Compétition           | M              | B              | M              | B              | M     | B     |
| --------------------- | --------------------- | --------------------- | -------------- | -------------- | -------------- | -------------- | ----- | ----- |
| 1944-1945             | Brésil                | Copa América 1945     | 6              | 5              | -              | -              | 6     | 5     |
| 1945-1946             | Brésil                | Copa América 1946     | 4              | 0              | 5              | 4              | 9     | 4     |
| 1946-1947             | Brésil                | -                     | -              | -              | 2              | 0              | 2     | 0     |
| 1948-1949             | Brésil                | Copa América 1949     | 5              | 7              | -              | -              | 5     | 7     |
| 1949-1950             | Brésil                | Coupe du monde 1950   | 6              | 8              | 3              | 5              | 9     | 13    |
| 1951-1952             | Brésil                | -                     | -              | -              | 5              | 2              | 5     | 2     |
| 1952-1953             | Brésil                | Copa América 1953     | 3              | 1              | -              | -              | 3     | 1     |
| Total sur la carrière | Total sur la carrière | Total sur la carrière | 24             | 21             | 15             | 11             | 39    | 32    |

## Palmarès
- Championnat de l'État du Pernambouc en 1940 et 1941 avec Sport Club do Recife
- Championnat de Rio de Janeiro en 1946 avec Fluminense
- Championnat de Rio de Janeiro en 1945, 1949, 1950 et 1952, avec Vasco da Gama
- Super championnat de l'État de Rio en 1946
- Championnat sud-américain des clubs champions de football en 1948 avec Vasco da Gama
- Championnat sud-américain en 1949 avec l'équipe nationale du Brésil
- Championnat panaméricain de football 1952 avec l'équipe nationale du Brésil

- Meilleur buteur du championnat de l'État du Pernambouc en 1941
- Meilleur buteur du championnat de Rio de Janeiro en 1949 et 1950
- Meilleur buteur de la Coupe du monde en 1950